# Onitis paramniszechi
Onitis paramniszechi är en skalbaggsart som beskrevs av Ferreira 1976. Onitis paramniszechi ingår i släktet Onitis och familjen bladhorningar. Inga underarter finns listade i Catalogue of Life.